# Tjen folket

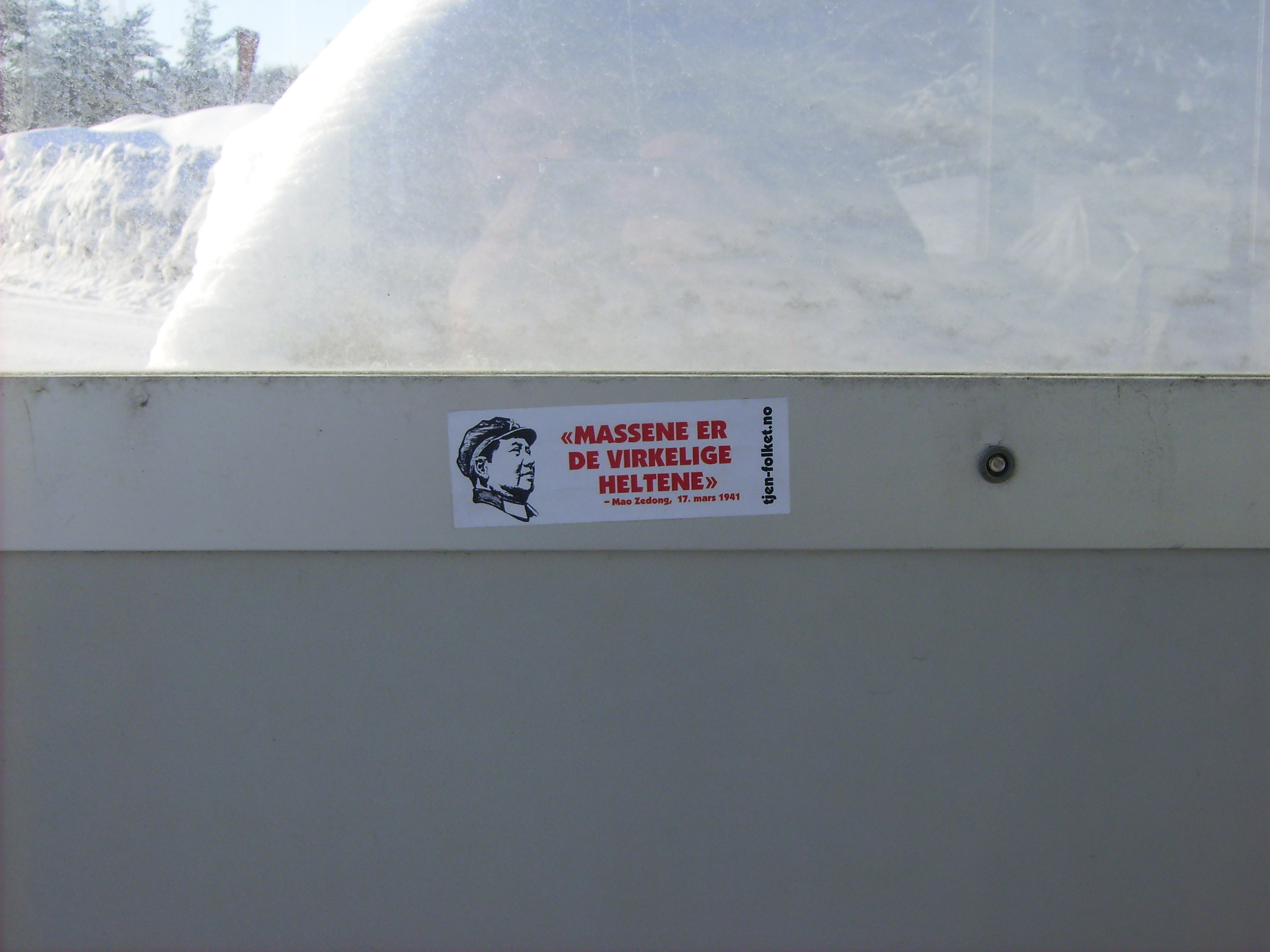
Klistermärke från Tjen folket

Tjen folket (TF; nynorska: Ten folket, svenska: Tjäna folket) är en norsk marxist-leninistiskt och maoistisk organisation som bildades 1998 av medlemmar som uteslutits ur dåvarande Arbeidernes kommunistparti (nuvarande Rødt).
Organisationens mål är att skapa ett nytt norskt kommunistparti som kan leda en norsk revolution i syfte att krossa kapitalismen och i dess ställe bygga en socialistisk stat. De vill också att Norge ska begära utträde från Nato.
Tjen folkets ungdomsförbund heter Revolusjonær Kommunistisk Ungdom.